# Зибинська сільська рада
Зи́бинська сільська́ ра́да — адміністративно-територіальна одиниця та орган місцевого самоврядування в Білогірському районі Автономної Республіки Крим. Адміністративний центр — село Зибини.

## Загальні відомості
- Населення ради: 1 833 особи (станом на 2001 рік)

## Населені пункти
Сільській раді були підпорядковані населені пункти:
- с. Зибини
- с. Мельники

## Склад ради
Рада складалася з 16 депутатів та голови.
- Голова ради: Чернавська Віра Володимирівна
- Секретар ради: Тарасенко Лідія Миколаївна

### Керівний склад попередніх скликань
| Прізвище, ім'я, по батькові   | Основні відомості                                                         | Дата обрання | Дата звільнення |
| ----------------------------- | ------------------------------------------------------------------------- | ------------ | --------------- |
| Чернавська Віра Володимирівна | Сільський голова, 1951 року народження, освіта вища, член Партії регіонів | 26.03.2006   | 31.10.2010      |
| Чернавська Віра Володимирівна | Сільський голова, 1951 року народження, освіта вища, член Партії регіонів | 31.10.2010   |                 |

Примітка: таблиця складена за даними сайту Верховної Ради України

### Депутати
За результатами місцевих виборів 2010 року депутатами ради стали:

#### За суб'єктами висування
| Суб'єкт висування | Кількість обраних депутатів | %    |
| ----------------- | --------------------------- | ---- |
| Партія регіонів   | 10                          | 62,5 |
| Самовисування     | 6                           | 37,5 |

#### За округами
| № округу        | Прізвище, ім'я, по батькові     | Дата визнання обраним | Освіта             | Партійна приналежність | Відомості про обраного депутата            |
| --------------- | ------------------------------- | --------------------- | ------------------ | ---------------------- | ------------------------------------------ |
| Партія регіонів |                                 |                       |                    |                        |                                            |
| 1               | Сідорова Вікторія Володимірівна | 05.11.2010            | середня            | член Партії регіонів   | ФАП с. Зибини, санітарка                   |
| 2               | Мацола Ріта Егорівна            | 05.11.2010            | середня            | член Партії регіонів   | Зибинська сільська рада, землевпорядник    |
| 3               | Добрінова Віра Володимирівна    | 05.11.2010            | середня            | позапартійна           | Зибинська сільська рада, продавець         |
| 4               | Форостина Валентина Миколаївна  | 05.11.2010            | середня            | член Партії регіонів   | с. Зибини, соціальний робітник             |
| 6               | Іванова Наталя Юріївна          | 05.11.2010            | середня            | член Партії регіонів   | магазин с. Зибини, продавець               |
| 9               | Хіміч Тетяна Миколаівна         | 05.11.2010            | середня спеціальна | член Партії регіонів   | магазин с. Зибини, продавець               |
| 11              | Герасимова Валентіна Олексіївна | 05.11.2010            | середня            | член Партії регіонів   | пенсіонер                                  |
| 12              | Некрасова Марія Степанівна      | 05.11.2010            | середня            | член Партії регіонів   | пенсіонер                                  |
| 15              | Шукало Віктор Миколайович       | 05.11.2010            | середня            | член Партії регіонів   | тимчасово не працює                        |
| 16              | Крючок Юрій Володимирович       | 05.11.2010            | середня            | член Партії регіонів   | приватний підприємець                      |
| Самовисування   |                                 |                       |                    |                        |                                            |
| 5               | Оропай Галина Павлівна          | 05.11.2010            | вища               | позапартійна           | Зибинська сільська рада, бухгалтер         |
| 7               | Якушева Світлана Михайлівна     | 05.11.2010            | вища               | позапартійна           | Білогірський винзавод с. Зибини, бухгалтер |
| 8               | Тарасенко Лідія Миколаївна      | 05.11.2010            | середня            | член Партії регіонів   | Зибинська сільська рада, секретар          |
| 10              | Воронкова Ірина Валентинівна    | 05.11.2010            | середня спеціальна | позапартійна           | приватний підприємець                      |
| 13              | Зелінська Тетяна Васільївна     | 05.11.2010            | середня            | позапартійна           | Зибинська загальноосвітня школа, секретар  |
| 14              | Грігор'єв Андрій Миколайович    | 05.11.2010            | середня            | позапартійний          | приватний підприємець                      |